# Cesare Frugoni
Cesare Frugoni (Brescia, 4 maggio 1881 – Roma, 5 gennaio 1978) è stato un medico italiano.

## Biografia

### Famiglia e formazione
Cesare Frugoni nacque il 4 maggio del 1881 a Brescia da una famiglia abbiente. La madre, Rosa Camotti, morì quando Frugoni aveva da poco compiuto quattordici anni. Questo evento rese la sua adolescenza piuttosto turbolenta: egli era poco propenso allo studio ed insofferente alla severa disciplina impostagli sia dal padre, l'avvocato Pietro, sia dagli insegnanti del Collegio Longone di Milano, allora militarizzato.
Negli anni cominciò a sviluppare un sempre più forte interesse per materie come la zoologia e la biologia, che già lo proiettavano verso una precisa strada. Anche per questo motivo decise di iscriversi presso la Facoltà di Medicina e Chirurgia dell'Università degli Studi di Parma. Da questo momento in poi l'atteggiamento di Frugoni nei confronti dello studio cambiò radicalmente. Nei primi due anni di università non tornò quasi mai a casa, giustificandosi con il padre affermando di aver ottenuto trenta e lode a tutti esami del primo e del secondo anno. Il padre era talmente scettico che chiese conferma dei brillanti risultati alla segreteria universitaria.
Grazie all'interessamento del primario ospedaliero dottor Giuseppe Gasparotto, anche medico di famiglia dei Frugoni, Cesare poté frequentare la sala incisoria dell'ospedale e durante il terzo anno di studio anche il reparto diretto dallo stesso Gasparotto. Ebbe modo così di entrare precocemente in contatto con i pazienti ricoverati presso l'ospedale.
Per gli ultimi tre anni di università si trasferì a Firenze dove fu sotto la guida di un famoso clinico, il professor Pietro Grocco.
Grazie al suo brillante curriculum di studi conclusosi con tutti trenta e lode ad eccezione di un solo ventisette, il professor Grocco lo volle con sé ancora per un anno presso il suo reparto di clinica medica.

### Medico e docente universitario
Trascorso l'anno in clinica dopo la laurea, per completare la sua preparazione biologica e su diretto consiglio di Pietro Grocco, frequentò per un anno e mezzo la Patologia generale dell'Università degli Studi di Pavia diretta dallo scienziato professor Camillo Golgi che proprio in quell'anno, 1906, venne insignito del premio Nobel per la medicina. Durante la sua permanenza, Frugoni studiò la forma morbosa nota come miastenia, grave o pseudoparalitica, individuandone la causa in alterazioni morfofunzionali a livello della placca motrice responsabili del blocco della trasmissione neuromuscolare. Questa deduzione scaturita dalle osservazioni cliniche e istopatologiche è stata oggi sostanzialmente confermata dalle acquisizioni che ascrivono l'eziopatogenesi della malattia alla presenza di anticorpi contro i recettori dell'acetilcolina a livello della giunzione neuromuscolare.
Dopo questo periodo dedicato alla ricerca tornò a Firenze presso il professor Grocco avendo vinto prima il concorso per assistente effettivo e poi, l'anno successivo, nel 1909, quello di aiuto. La salute del suo Maestro cominciò però a mostrare i segni di una malattia molto grave che ne facevano prevedere la prossima fine. In questa fase Frugoni optò per la carriera ospedaliera vincendo nel 1914 il concorso per primario ospedaliero allo Arcispedale di Santa Maria Nuova in Firenze.
Nel 1915 scoppiava il conflitto mondiale, e a maggio dello stesso anno Cesare Frugoni partì per il fronte dove rimase per quattro anni in zona di operazioni rinunciando al diritto di avvicendamento, che dopo un anno e mezzo consentiva il rientro ai primari medici dei grandi ospedali.
Nel 1916 morì il suo amatissimo maestro Grocco e il 5 giugno Cesare Frugoni fu iniziato in Massoneria nella Loggia La Vedetta di Udine e il 27 dicembre dello stesso anno divenne Maestro massone
Finita la guerra, vinse il concorso per la cattedra di Patologia medica dell'Università degli Studi di Firenze reinserendosi in questo modo nella carriera accademica, avendo come allievo Guido Melli.

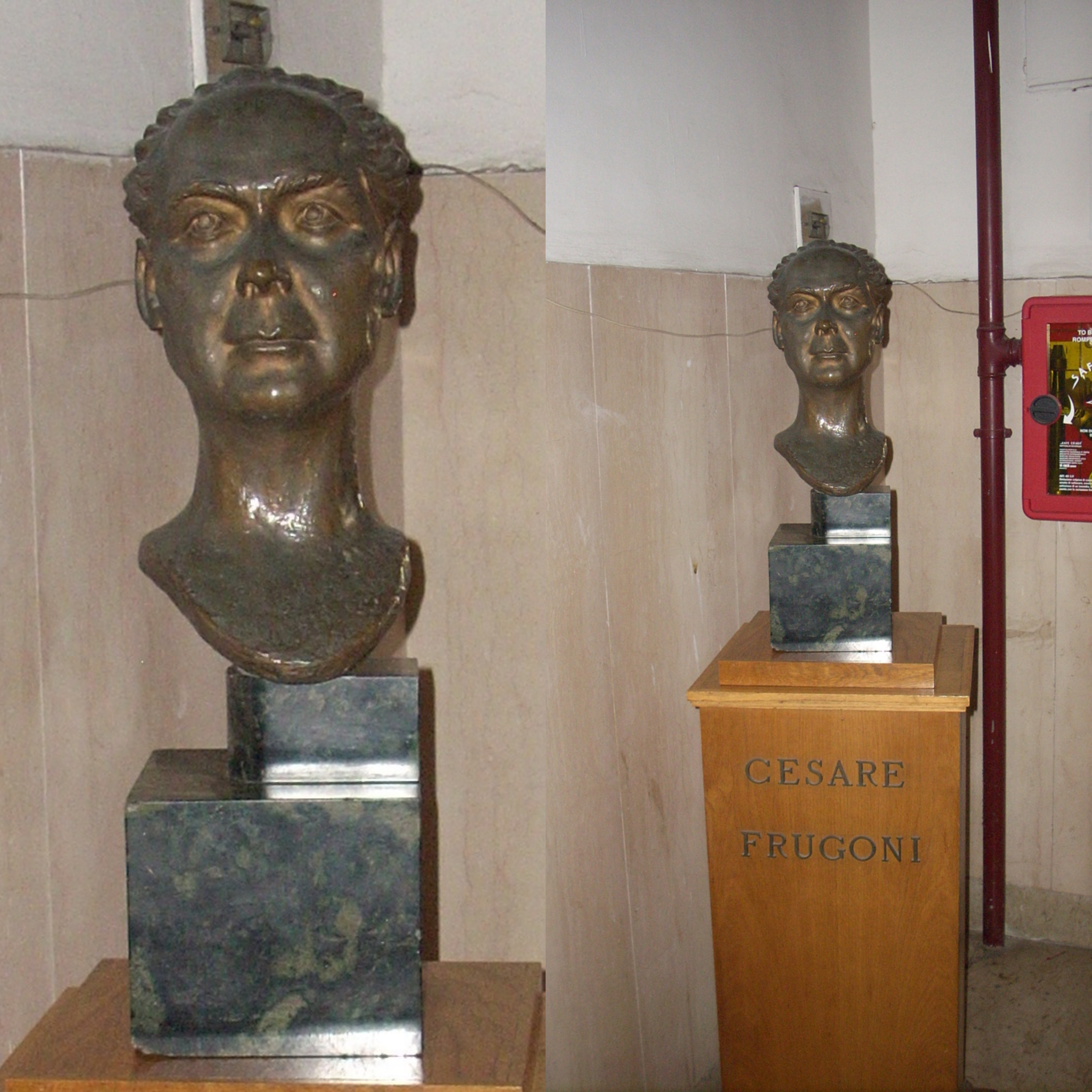
Questo busto in bronzo di Cesare Frugoni può essere trovato in un piccolo corridoio che porta alla splendida sala d'ingresso del palazzo "Clinica medica" del Policlinico Umberto I di Roma (Viale del Policlinico, 155). Il busto è posto su un piedistallo di legno che porta il nome del medico. Nella stessa stanza ci sono anche i busti di Vittorio Ascoli, Luigi Condorelli e Aldo Turchetti.

Nel 1927 fu chiamato alla clinica medica di Padova dove rimase fino al 1930. L'ultimo anno assunse anche la direzione della clinica pediatrica. Successivamente, nel 1931, pur non essendo iscritto al partito fascista, succedendo a Vittorio Ascoli, assunse la direzione dell'istituto di clinica medica della Sapienza - Università di Roma.
Nell'anno accademico 1944-45, gli venne affidato l'incarico della Semeiotica medica. Contemporaneamente favorì l'apertura presso il suo istituto, nel 1945, di un ambulatorio per lo studio dei gemelli la cui direzione fu affidata a Luigi Gedda. Questa struttura fu attiva fino al 1953 e rappresentò il primo nucleo dell'Istituto di genetica, inaugurato l'anno successivo.

### Ultimi anni
Nel 1951 lasciò la cattedra all'Università avendo raggiunto il limite di età, e “razionalmente e gradualmente” cominciò a lasciare anche tutte le altre cariche tenute contemporaneamente per molti anni, cominciando da quelle più importanti come la presidenza della Società Italiana di Medicina Interna (1942-1958), quella dell'Accademia Medica di Roma, quella del Consiglio Superiore di Sanità (1950-1966) e molte altre, continuando comunque ad esercitare la sua professione fino all'età di 90 anni. Lucidissimo fin quasi agli ultimi giorni, morì a Roma il 6 gennaio 1978. La sua salma fu successivamente trasferita nella città natale.

## Vita privata
Dal matrimonio con la moglie, Margherita Almici, ebbe due figli, Rosy e Pietro. Pietro divenne in seguito neurochirurgo all'Università degli Studi di Padova. Rimasto vedovo, sposò in seconde nozze, nel 1965, il mezzosoprano Giulietta Simionato.

## Attività di ricerca
Negli anni Frugoni condusse numerose ricerche nei settori della patologia e della clinica medica; nel periodo trascorso al fronte, esattamente dal 1915 al 1919, ebbe modo di studiare le malattie infettive a cui andavano incontro i soldati. Tra queste riportò interessanti informazioni sul tifo e su alcuni casi di ittero secondario.
"Nel corso dei suoi studi si dedicò alla descrizione di una particolare forma di splenomegalia, la splenomegalia congestizia da trombosi della vena splenica, caratterizzata da ricorrenti emorragie digestive". Riportò le sue osservazioni in una serie di pubblicazioni: "La splenomegalia tromboflebitica primitiva", "Des gastrorragies au cours de la splénomégalie thrombophlébitique", "Splenomegalia tromboflebitica e piletromboflebite da diffusione", "Gastrorragie in corso di splenomegalia tromboflebitica", "La splenomegalie thrombophlébitique. Questa particolare forma di splenomegalia è ancora oggi conosciuta anche come la "malattia di Frugoni - Chauchois - Eppinger", che furono i primi a studiarla e ad analizzarla.
Nel campo delle malattie allergiche troviamo importanti ricerche di Frugoni riguardanti l'asma bronchiale, interpretata da lui come "un'espressione di uno stato di iperreattività respiratoria dovuta ad un'anomala risposta a stimoli irritativi o a sostanze eterogenee".

## Codice deontologico nazionale
Nel 1953 La FNOM nomina una Commissione per la redazione del Codice Deontologico nazionale, presieduta da Frugoni, e nel 1954 la commissione conclude i suoi lavori con la pubblicazione su "Federazione Medica" del testo "Codice di Deontologia Medica" noto a tutti anche come "Codice Frugoni". In tale codice vengono enumerati i più importanti canoni della vita professionale del medico costituendo una guida per il comportamento che il medico deve assumere in determinate circostanze. Un esempio può essere riportato dal caso dell'aborto terapeutico. Per chi è vincolato a leggi e norme religiose, l'interruzione della vita non va praticata mai, in quanto questo determina un profondo trauma spirituale che colpisce il medico diviso tra la profonda convinzione ed osservanza religiosa ed il suo naturale impegno alla lotta contro il dolore e contro la morte. Nel comma 2 dei principi fondamentali della deontologia medica di Frugoni è testualmente detto:
(Codice di Deontologia Medica)
Nel codice stesso è sancito nell'articolo 57:
- Se il medico per le proprie convinzioni ritiene che l’aborto non debba essere in nessun caso provocato, provvede alle più urgenti necessità e consegna la gestante ad altro collega;
- Se l’ammalata opportunamente edotta della gravità del suo caso, rifiuta l’intervento, il medico deve rispettare tale volontà che sia liberamente espressa e comprovata;
- Se la malata consenziente è minorenne, deve essere richiesto il consenso di chi esercita la patria podestà.»
(Codice di Deontologia Medica)

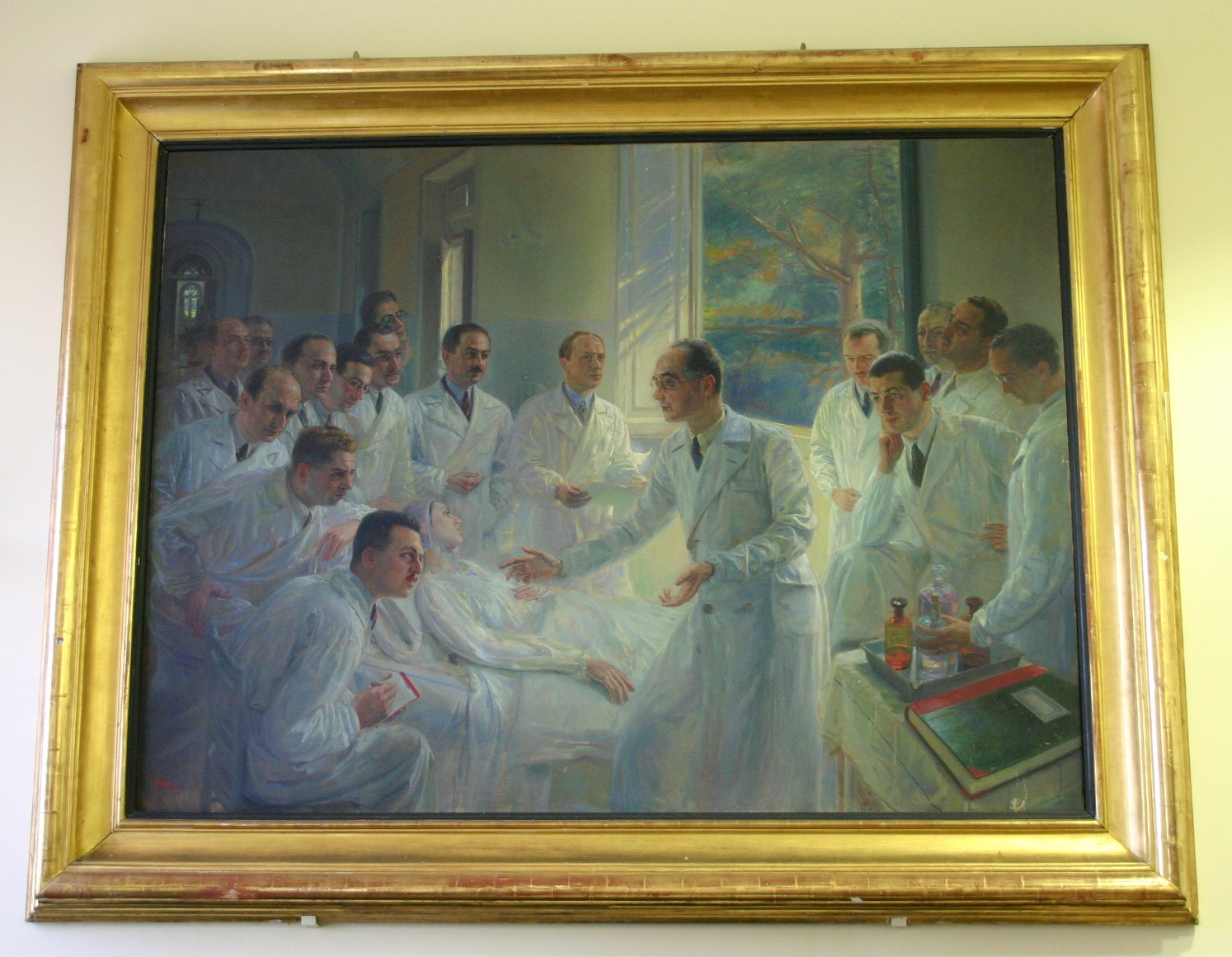
Ritratto olio su tela di Cesare Frugoni che insegna ai suoi discepoli e collaboratori. Può essere visto in una sala riunioni al primo piano della Clinica Medica del Policlinico Umberto I di Roma.

La mancata osservanza del codice deontologico tuttora porta a sanzioni e ad importanti provvedimenti disciplinari come la sospensione dalla professione per un tempo limitato, fino anche alla definitiva radiazione.
Un altro pesante quesito che sorgeva spesso ai tempi di Frugoni era se al malato si dovesse o meno svelare la verità, specie quando si riteneva la malattia inguaribile e incurabile, ed inevitabile e prossima la fine. Frugoni ritiene che il concetto di “fine prossima e di malattia inguaribile” sia sempre un'opinione più che un fatto, poiché sempre esiste la possibilità di errore nel giudizio diagnostico e nella formulazione prognostica. Ritiene anche che lo stesso concetto di incurabilità del resto sia relativo al tempo e cioè subordinato alle nuove scoperte terapeutiche.
Nietzsche scrive che un medico non deve tentare di guarire mali incurabili. Zweig invece, nella “Felicità proibita” fa dire al dottor Condor che proprio per i malati inguaribili il medico deve prodigarsi e che un medico che all'inizio accetti il concetto di incurabilità, diserta il suo vero compito e capitola prima della battaglia. L'opinione di Frugoni al riguardo, riportata anche nel Codice, è che il medico non deve parlare con brutalità, freddezza o crudeltà ma con forma, tatto, comprensione, anzi compatimento, bontà e dolcezza. Il medico deve inoltre esercitare opera di distensione e tranquillizzare mantenendo accesa la luce della speranza nel malato. Al malato va evitato, fino a che si può, lo stress di sentirsi grave ed è quindi importante evitare prognosi gravi o sentenze che ne accrescano la depressione e la disperazione; infatti, afferma Frugoni: “se non sempre guarire si può, sempre consolare si deve”. Un altro problema deontologico è il segreto professionale, il quale viene affrontato nei capitoli dal 5 all'11 del Codice Frugoni:
- art. 6. – Il segreto si estende a tutto ciò di cui il medico sia venuto comunque a conoscenza per ragioni della professione: non solo a ciò che gli fu confidato, ma anche a ciò che ha veduto, inteso ed intuito;
- art. 7. – La rivelazione del segreto è permessa se autorizzata dal malato sicuramente consapevole o imposta dalla legge.»

(Codice di Deontologia Medica)

## Pazienti illustri
Clinico assai noto e apprezzato, Frugoni ebbe in cura molti illustri personaggi: Guglielmo Marconi, Benito Mussolini, Arturo Toscanini, Ildebrando Pizzetti, Rodolfo Graziani, Palmiro Togliatti, il re Fu'ad I d'Egitto e Alfonso XIII di Spagna.

### Re Fuad di Egitto
Nella sua autobiografia Frugoni racconta che nel 1935 il signor Ernesto Verucci, architetto e ispettore di palazzo reale nonché uomo di fiducia del re Fuad di Egitto, si recò da lui a Roma per esporgli le condizioni preoccupanti del sovrano e per invitarlo a visitare al più presto il re che aveva addirittura dovuto sospendere ogni udienza e ogni contatto con tutti.

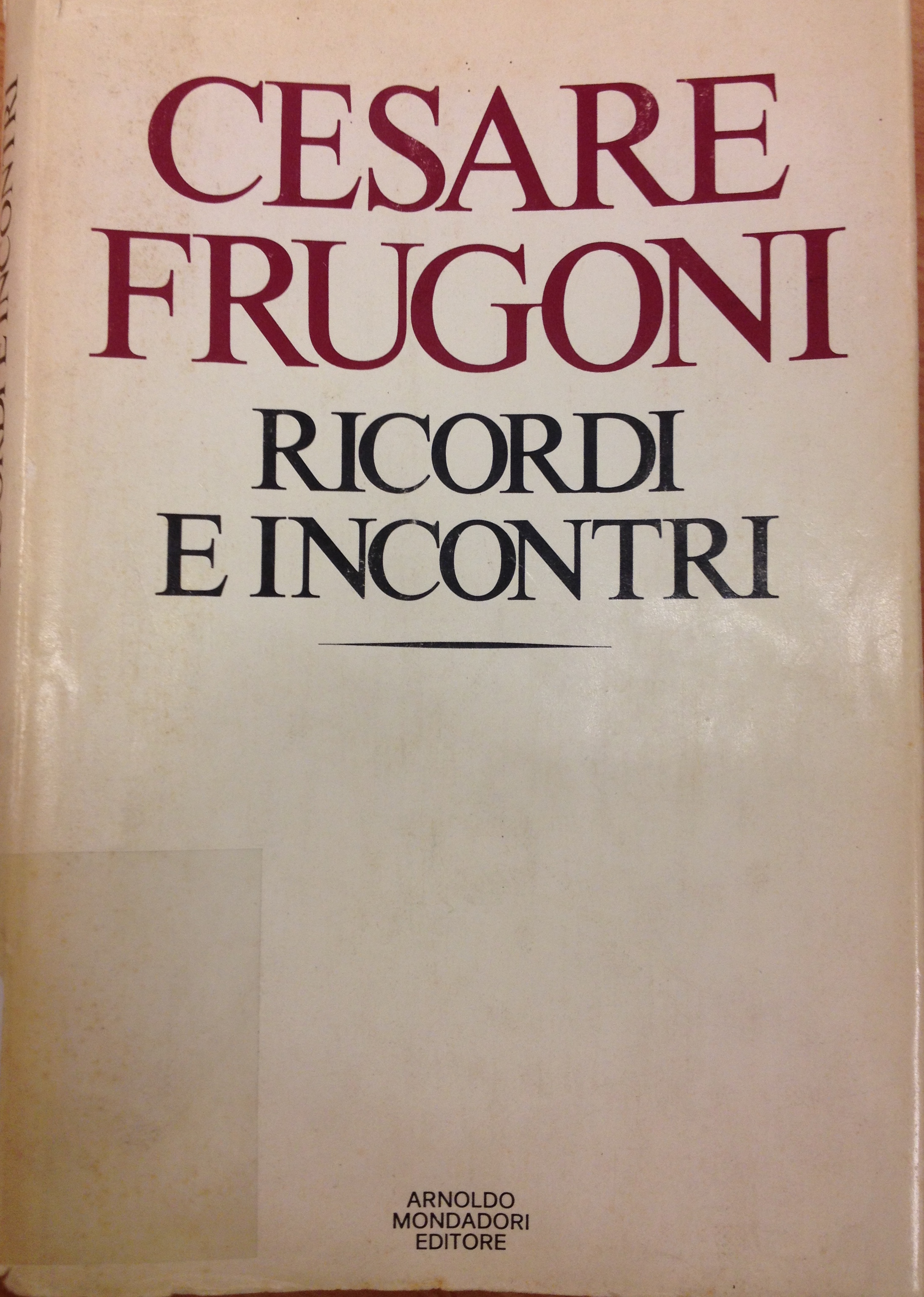
Cesare Frugoni, Ricordi e Incontri, Mondadori, 1974

Frugoni acconsentì e il giorno dopo raggiunse Il Cairo dove fu accolto dal dottor Gino Grossi, valoroso medico italiano da qualche tempo residente in Egitto.
Il re soffriva di crisi di maggiore affanno e di improvvise esplosioni e colpi di tosse, quasi come di un violento singhiozzo accompagnato da uno strano rumore gutturale. Questo particolare disturbo era insorto in conseguenza di una ferita da arma da fuoco al polmone per un attentato subito nel 1916. La visita si svolse comunque regolarmente e tutto fu precisato con i medici curanti, concordi con le prescrizioni terapeutiche. Le condizioni del re migliorarono in pochi giorni e così Frugoni decise di tornare a Roma lasciando una scia di gratitudine personale e dell'ambiente politico.
Dopo pochi mesi fu però urgentemente richiamato per via dell'aggravarsi delle condizioni del re. Frugoni si precipitò in Egitto, ma lì trovò il sovrano in condizioni estremamente compromesse per un flemmone duro al palato che lo portò alla fine il 28 aprile 1936.

### Palmiro Togliatti
Frugoni divenne famoso anche per essere stato medico dell'allora leader del partito comunista italiano Palmiro Togliatti, con il quale instaurò un rapporto di stima e di amicizia. Togliatti soffriva di ipertensione e di vari disturbi del metabolismo e per questo motivo necessitava di una attenta sorveglianza. A peggiorare la sua situazione clinica influirono inoltre, oltre che i tanti impegni politici, i numerosi episodi ed incidenti della sua vita.
Frugoni, nella sua autobiografia, ricorda innanzitutto l'attentato del 14 luglio 1948 per il quale Togliatti fu portato al Policlinico Umberto I in patologia chirurgica, allora diretta dal professor Pietro Valdoni. Il paziente era in grave stato di shock e mostrava grande difficoltà respiratoria, ma in pochi giorni si riprese e le numerose raccomandazioni di Frugoni sulle limitazioni alle fatiche cerebrali e politiche furono purtroppo ben poco osservate.
Il 22 agosto 1950, ad Ivrea, l'automobile sulla quale viaggiavano con lui l'on. Nilde Iotti e la figlia adottiva Marisa, si scontrò con un camion e Togliatti riportò varie lesioni. Il leader fu trasportato all'Ospedale di Ivrea e dopo poco tempo fu raggiunto da Frugoni il quale mise in evidenza, in seguito alle radiografie, una sottile linea di frattura al frontale. Il decorso fu regolare e fu predisposto un periodo di convalescenza. All'insorgere di piccoli disturbi e lievi assenze della memoria, Frugoni decise di interpellare il neurologo professor Ugo Cerletti che constatando lo stato di progressiva gravità confermava l'esistenza di un ematoma subdurale.
Il malato fu per questo motivo trasportato alla clinica Salus dove fu operato. L'intervento fu eseguito dal professor Pietro Valdoni il quale, una volta incisa la dura madre, praticò lavaggio e toilette chirurgica della regione dell'ematoma con un risultato così meraviglioso che già nel letto operatorio il malato riprendeva coscienza e chiedeva che cosa stesse succedendo. Durante la convalescenza Frugoni e Togliatti si videro spesso e fu proprio in queste occasioni che fra i due si instaurò un rapporto di profonda stima reciproca.
Per Togliatti però le sfortune non erano terminate: il 1º maggio 1955 a Trieste, mentre teneva un discorso politico accusò un malore, fu trasportato d'urgenza all'ospedale dove gli venne diagnosticata una emorragia subaracnoidea, diagnosi che Frugoni sottoscrisse e confermò. Nonostante le raccomandazioni di Frugoni, dopo pochi giorni l'infermo riprese le sue attività politiche.
Le condizioni di salute di Togliatti erano ormai piuttosto precarie e infatti nel 1964 egli fu colto a Jalta (Crimea) da un ictus apoplettico che l'aveva messo in profondo stato di coma. Frugoni, che si trovava in Svizzera in vacanza, fu immediatamente raggiunto dall'on. Casetta (deputato regionale della Valle d'Aosta) che gli chiese di partire immediatamente verso Jalta, aggiungendo che per frontiere, passaporti ed eventuali complicazioni era già tutto predisposto perfettamente. Una volta arrivato a Jalta Frugoni apprese che le condizioni e le circostanze di Jalta erano state identiche a quelle di Trieste in quanto l'ictus insorse proprio mentre Togliatti teneva una conferenza ai giovani pionieri. La diagnosi di emorragia cerebrale era palese e le possibilità di intervento molto scarse. Qualche giorno dopo, esattamente il 21 agosto, Togliatti morì.

### Guglielmo Marconi
Nel 1927 Guglielmo Marconi subì il primo attacco di Angina Pectoris e a distanza di due anni un nuovo attacco lo colpì mentre era a Gaeta. Una volta stabilitosi a Roma nel 1935, Marconi si pose sotto la sorveglianza del prof. Frugoni il quale lo visitò molto spesso per il ripetersi di attacchi dolorosi che insorgevano anche per piccoli sforzi fisici.
Nel settembre del 1935 Marconi si recò in Brasile per inaugurare la stazione di radiodiffusione Tuppy e durante la cerimonia fu colpito da un attacco. Rientrato a Roma, le sue condizioni fisiche risultarono molto precarie. Frugoni lo indusse allora a restare per qualche tempo in completo riposo fisico e intellettuale ed essendosi reso conto che in quelle condizioni, tanto pericolose, egli aveva assoluto bisogno di una assistenza medica continuativa, affidò il malato al dottor Arnaldo Pozzi per una regolare e quasi quotidiana osservazione. Nel gennaio del 1937, mentre si disponeva a lasciare Palazzo Venezia, venne colto da un attacco d'angina.
Una notte del mese di marzo Marconi fu colpito da un edema polmonare acuto, che fu purtroppo il primo di una lunga serie. E infatti il 19 luglio fu colpito da un nuovo attacco. Il primo ad arrivare a casa Marconi fu proprio Arnaldo Pozzi: questi, nonostante i farmaci somministrati in urgenza, non riuscì a far cessare il dolore e così si rese conto che doveva trattarsi di un infarto cardiaco grave. Frugoni, fuori Roma per un consulto, arrivò in via Condotti verso le 21, quando Marconi si era leggermente ripreso. Dopo averlo visitato, consigliò di continuare a somministrare vasodilatatori e sedativi e tranquillizzò Marconi dicendogli che il suo stato non era grave, ma che sarebbe rimasto in ospedale per qualche eventualità che si fosse presentata nella notte. Purtroppo nelle ore successive le condizioni peggiorarono. Nel frattempo si era sparsa la voce delle condizioni precarie di Marconi e giungevano messaggi di auguri dalle più alte autorità, anche dallo stesso papa. Verso le 3.45 Marconi mormorò: “Pozzi, mi sento molto male…” e prima ancora che i due medici lo potessero soccorrere il suo cuore smise di battere.

## Monumenti e ricordi
A Roma, gli è intitolata una via nel quartiere EUR, vicino al Parco del Ninfeo.

## Scritti principali
- Contributo alla anatomia patologica del morbo di Erb-Goldflam (Myasthenia gravis), in Boll. della Soc. medico-chirurgica di Pavia, XXI 1907, pp. 129–174
- Studi sul siero di sangue dei tubercolosi e sugli essudati delle cavità sierose a mezzo della deviazione del complemento (e dell'anafilassi), ibid., XVII 1910, pp. 49–80
- Contributo clinico e critico a proposito del morbo di Parkinson, 1911, Firenze, Soc. Tip. Fiorentina.
- con F. Giugni; Le signe du lacet dans les maladies à manifestations hemorragiques, in Sémaine médicale, XXXI 1911, 3, pp. 25–28.
- Appunti pratici intorno al tifo di guerra, in Il Policlinico, sez. pratica, XXIII 1916, pp. 229–233
- con S. Cappellani; Intorno all'eziologia dell'ittero epidemico, ibid., LXXI 1917, pp. 335–360.
- L'asma bronchiale (eziologia e terapia), in Rivista ospedaliera, XI 1921, pp. 147–168
- La splenomegalia tromboflebitica primitiva, in Arch. di patologia e clinica medica, III 1924, pp. 574–591
- Ulteriori studi sull'asma bronchiale, in Il Policlinico, sez. medica, XXXII 1925, pp. 161–190
- con G. Ancona; Dell'asma anafilattico, in La Riforma medica, XLI 1925, pp. 409–415
- Des gastrorragies au cours de la splénomégalie thrombophlébitique, in La Presse médicale, XXXVII 1929, pp. 33
- Splenomegalia tromboflebitica e piletromboflebite da diffusione, in Minerva medica, IX 1929, pp. 15–22
- Gastrorragie in corso di splenomegalia tromboflebitica, in Giorn. medico dell'Alto Adige, I 1929, pp. 5–9
- Primo caso in Italia di asportazione di adenoma della paratiroide per osteite fibroso-cistica generalizzata, in Il Policlinico, sez. pratica, XXXIX 1932, pp. 1765–1776
- con Enoch Peserico, Rheumatisme et tubercolose, in Acta reumatologica, 1932
- con Enoch Peserico, Reumatismo e tubercolosi, in Minerva Medica, 1933
- Problemi di ipersensibilità in patologia umana, in Il Policlinico, sez. medica, XL 1933, pp. 1–37
- Problemi di insensibilità in patologia umana, 1933, Roma, Amministrazione del giornale Il Policlinico, pp. 3–48
- Lezioni di clinica medica, Roma, 1934, pp. 606
- La splénomégalie thrombophlébitique, in Revue belge des sciences médicales, X 1938, pp. 227–236
- Attualità terapeutiche, Milano, 1939
- Ricordi e Incontri, Casa Editrice Mondadori, 1974